# Marc Valiente
Marc Valiente Hernández (ur. 29 marca 1987 w Granollers) – hiszpański piłkarz grający na pozycji obrońcy. Od 2017 roku występuje w zespole Sporting Gijón.
Jest wychowankiem FC Barcelona, do której przyszedł w wieku 10 lat. W latach 2005–2008 grał w Barcelonie B. Ma za sobą debiut w pierwszej drużynie Dumy Katalonii - 8 października 2006 r. zmienił Juliano Bellettiego w meczu o Puchar Króla z Badaloną. Następnie grał w Sevilli. W 2010 przeszedł do Valladolidu. W 2015 został zawodnikiem Maccabi Hajfa. Następnie występował w KAS Eupen i FK Partizan.